# Étoile verte (Syctom)
Pour les articles homonymes, voir Étoile verte.
L’Étoile verte est un centre de traitement de déchets du Syctom, l'agence métropolitaine d'Île-de-France des déchets ménagers situé quai de Seine, dans le quartier des Docks de la ville de Saint-Ouen-sur-Seine.

## Description
Cette usine collecte les déchets de près de deux millions d’habitants.
Elle produit du chauffage pour 108 500 équivalent logements et 57 300 MWh d’électricité.

## Historique
Le centre de valorisation énergétique a tout d'abord été construit en 1990.
Cette usine, ancien Centre d'incinération de Saint-Ouen-sur-Seine, est en cours de rénovation depuis mai 2018 . Ce projet est dirigé par Bernard Reichen.